# Izmišljeni lik
Izmišljeni (fiktivni) lik je osoba ili svjesni entitet koji ne postoji u zbilji, ali zamišlja se da postoji u izmaštanom djelu. Pored ljudi, likovi mogu biti i vanzemaljci, životinje, bogovi, a povremeno i beživotni objekti. Likovi su gotovo uvijek u središtu izmišljenih tekstova, osobito romana i predstava. Zapravo, teško je i zamisliti roman ili predstavu bez likova, ako je takvih pokušaja bilo. U poeziji je gotovo uvijek prisutna neka vrsta osobe, često u obliku izmišljenog slušatelja.
U različitim oblicima kazališta, te neanimiranim filmovima, izmišljene likove predstavljaju glumci, pjevači i plesači. U animiranim filmovima i lutkarstvu, glasove im "posuđuju" glumci, iako je bilo nekoliko slučajeva kada su to radili računalno stvoreni glasovi.
Izmišljeni likovi ne pojavljuju se samo u predstavama i filmovima, već se može dogoditi da se s generacije na generaciju prenosi neka priča o izmišljenom ili liku nepotvrđenog postojanja, pa se ona tretira kao stvarnost.
Proces stvaranja i opisivanja likova u djelu zove se karakterizacija.
Suprotnost izmišljenom liku je stvarna osoba.